# Champions Challenge vrouwen 2005
Het derde Champions Challenge-hockeytoernooi voor vrouwen had plaats van vrijdag 8 juli tot en met zaterdag 16 juli 2005 in Virginia Beach, Verenigde Staten. Deelnemende landen waren Engeland, Japan, Nieuw-Zeeland, Spanje, Verenigde Staten en Zuid-Afrika.

## Selecties

### Engeland
1. Beth Storry
2. Lisa Wooding
3. Rachel Walsh
4. Melanie Clewlow
5. Helen Grant
6. Helen Richardson
7. Leisa King

1. Lucilla Wright
2. Kate Walsh
3. Frances Houslop
4. Jennie Bimson
5. Rachel Walker
6. Tina Cullen
7. Sally Walton

1. Joanne Ellis
2. Alex Scott
3. Cathy Gilliat-Smith
4. Becky Duggan

- Bondscoach

Danny Kerry

### Japan
1. Rie Terazono
2. Emi Sakurai
3. Erika Esaki
4. Yukari Yamamoto
5. Rika Komazawa
6. Sakae Morimoto
7. Kaori Chiba

1. Miyuki Nakagawa
2. Tomomi Komori
3. Toshie Tsukui
4. Hiromi Hashimoto
5. Akemi Kato
6. Mayumi Ono
7. Chie Akutsu

1. Misaki Ozawa
2. Ikuko Okamura
3. Sachimi Iwao
4. Mie Nakashima

- Bondscoach

John Sheahan

### Spanje
1. María Jesús Rosa
2. Julia Menéndez
3. Rocío Ybarra
4. Ivet Muñoz
5. Lucía Antona
6. Bárbara Malda
7. Marta Prat

1. Silvia Muñoz
2. Silvia Bonastre
3. Olalla Pineiro
4. Marta Ejarque
5. Raquel Huertas
6. Pilar Sánchez
7. Laía Yurss

1. Núria Camón
2. María Gomez
3. María López
4. Esther Termens

- Bondscoach

Pablo Usoz

### Nieuw-Zeeland
1. Kayla Sharland
2. Emily Naylor
3. Meredith Orr
4. Jaimee Provan
5. Honor Dillon
6. Lizzy Igasan
7. Stacey Carr

1. Elizabeth Ryan
2. Jo Galletly
3. Suzie Muirhead
4. Beth Jurgeleit
5. Clarissa Eshuis
6. Jane Maley
7. Frances Kreft

1. Niniwa Roberts
2. Rachel Robertson
3. Sheree Phillips
4. Anita Wawatai

- Bondscoach

Ian Rutledge

### Verenigde Staten
1. Melissa Leonetti
2. Angie Loy
3. Kelly Doton
4. Tara Jelley
5. Robyn Kenney
6. Lauren Crandall
7. Kristen Holmes

1. Sarah Dawson
2. Tiffany Snow
3. Sara Silvetti
4. Barbara Weinberg
5. Carrie Lingo
6. Katie O'Donnell
7. Kate Barber

1. Dina Rizzo
2. Amy Tran
3. Kristi Gannon
4. Lauren Powley

- Bondscoach

Lee Bodimeade

### Zuid-Afrika
1. Caroline Jack
2. Kate Hector
3. Nita Van Jaarsveld
4. Taryn Hosking
5. Marsha Marescia
6. Candice Forword
7. Johke Boezaart

1. Lindsey Carlisle
2. Pietie Coetzee
3. Jenny Wilson
4. Lesle-Ann George
5. Lenise Marais
6. Fiona Butler
7. Kim Hubach

1. Tsoanelo Pholo
2. Tarryn Bright
3. Sharne Wehmeyer
4. Grazjyna Engelbrecht

- Bondscoach

Jenny King

## Scheidsrechters
- Sarah Garnett
- Dawn Henning
- Tetyana Kaltypan
- Jun Kentwell

- Anne McRae
- Lourdes Santiago
- Cecelia Valenzuela
- Kazuko Yasueda

## Uitslagen voorronde

### Vrijdag 8 juli 2005
- Spanje - Japan  5 - 2   (1 - 2)
- Engeland - Nieuw-Zeeland  1 - 1   (1 - 0)
- Verenigde Staten - Zuid-Afrika 1 - 2   (1 - 0)

### Zaterdag 9 juli 2005
- Japan - Engeland  4 - 0   (2 - 0)
- Zuid-Afrika - Spanje  2 - 0   (1 - 0)
- Nieuw-Zeeland - Verenigde Staten 2 - 1   (2 - 0)

### Maandag 11 juli 2005
- Spanje - Nieuw-Zeeland  0 - 3   (0 - 2)
- Verenigde Staten - Japan 1 - 3   (1 - 1)

### Dinsdag 12 juli 2005
- Engeland - Spanje 4 - 1   (2 - 1)
- Zuid-Afrika - Japan 2 - 1   (2 - 0)

### Woensdag 13 juli 2005
- Nieuw-Zeeland - Zuid-Afrika 0 - 1   (0 - 1)
- Verenigde Staten - Engeland 2 - 3   (0 - 1)

### Donderdag 14 juli 2005
- Spanje - Verenigde Staten  1 - 2   (0 - 1)

### Vrijdag 15 juli 2005
- Japan - Nieuw-Zeeland 1 - 2   (1 - 1)
- Engeland - Zuid-Afrika 3 - 0   (1 - 0)

## Eindstand voorronde
| № | Land             | WG | W | G | V | DV | DT | +/– | Punten |
| - | ---------------- | -- | - | - | - | -- | -- | --- | ------ |
| 1 | Zuid-Afrika      | 5  | 4 | 0 | 1 | 7  | 5  | +2  | 12     |
| 2 | Nieuw-Zeeland    | 5  | 3 | 1 | 1 | 8  | 4  | +4  | 10     |
| 3 | Engeland         | 5  | 3 | 1 | 1 | 11 | 8  | +3  | 10     |
| 4 | Japan            | 5  | 3 | 0 | 3 | 11 | 10 | +1  | 6      |
| 5 | Verenigde Staten | 5  | 1 | 0 | 4 | 7  | 11 | –4  | 3      |
| 6 | Spanje           | 5  | 1 | 0 | 4 | 7  | 13 | –5  | 3      |

## Play-offs
Om vijfde plaats
| 16 juli |       |                  |  |
| Spanje  | 3 – 5 | Verenigde Staten |  |
|         |       |                  |  |

Troostfinale
| 16 juli |       |          |  |
| Japan   | 2 – 1 | Engeland |  |
|         |       |          |  |

Finale
| 16 juli     |       |               |  |
| Zuid-Afrika | 0 – 2 | Nieuw-Zeeland |  |
|             |       |               |  |

## Eindstand
1. Nieuw-Zeeland
2. Zuid-Afrika
3. Japan
4. Engeland
5. Verenigde Staten
6. Spanje

NB: Nieuw-Zeeland geplaatst voor Champions Trophy 2006 in Amstelveen.

## Topscorers
- In onderstaand overzicht zijn alleen de speelsters opgenomen met twee of meer treffers achter hun naam.

| № | Naam            | Land             | Goals | SC | SB |
| - | --------------- | ---------------- | ----- | -- | -- |
| 1 | Tomomi Komori   | Japan            | 3     |    |    |
| 1 | Ange Loy        | Verenigde Staten | 3     |    |    |
| 3 | Tarryn Bright   | Zuid-Afrika      | 2     |    |    |
| 3 | Kaori Chiba     | Japan            | 2     |    |    |
| 3 | Pietie Coetzee  | Zuid-Afrika      | 2     |    |    |
| 3 | Tina Cullen     | Engeland         | 2     |    |    |
| 3 | Kelly Doton     | Verenigde Staten | 2     |    |    |
| 3 | Helen Grant     | Engeland         | 2     |    |    |
| 3 | Lizzy Igasan    | Nieuw-Zeeland    | 2     |    |    |
| 3 | Leisa King      | Engeland         | 2     |    |    |
| 3 | Sakae Morimoto  | Japan            | 2     |    |    |
| 3 | Suzie Muirhead  | Nieuw-Zeeland    | 2     |    |    |
| 3 | Miyuki Nakagawa | Japan            | 2     |    |    |
| 3 | Marta Prat      | Spanje           | 2     |    |    |
| 3 | Tiffany Snow    | Verenigde Staten | 2     |    |    |
| 3 | Ester Termens   | Zuid-Afrika      | 2     |    |    |
| 3 | Toshi Tsukui    | Japan            | 2     |    |    |
| 3 | Sally Walton    | Engeland         | 2     |    |    |
| 3 | Jenny Wilson    | Zuid-Afrika      | 2     |    |    |
| 3 | Rocio Ybarra    | Spanje           | 2     |    |    |

## Ereprijzen
- Speelster van het toernooi: Lizzy Igasan (Nieuw-Zeeland)
- Keepster van het toernooi: Amy Chan (Verenigde Staten)

Champions Challenge I

Mannen:
Kuala Lumpur 2001 ·
Johannesburg 2003 ·
Alexandrië 2005 ·
Boom 2007 ·
Salta 2009 ·
Johannesburg 2011 ·
Quilmes 2012 ·
Kuantan 2014
Vrouwen:
Johannesburg 2002 ·
Catania 2003 ·
Virginia Beach 2005 ·
Bakoe 2007 ·
Kaapstad 2009 ·
Dublin 2011 ·
Dublin 2012 ·
Glasgow 2014
Champions Challenge II 

Mannen:
Dublin 2009 ·
Rijsel 2011
Vrouwen:
Kazan 2009 ·
Wenen 2011